# Морган, Питер
Пи́тер Мо́рган (англ. Peter Morgan; род. 10 апреля 1963) — британский драматург и сценарист. Известен как сценарист таких фильмов, как «Королева», «Последний король Шотландии», «Фрост против Никсона», «Гонка» и телесериала «Корона».

## Молодость
Морган родился в Лондоне, в семье беженцев. Его отец Артур Моргентау был немецким евреем, который бежал от нацистов, а его мать Инга была католической полькой, которая эмигрировала из Польши, когда к власти пришли коммунисты. Отец умер, когда Питеру Моргану было всего 9 лет. Учился в школе-интернате Даунсайд, графство Сомерсет. Позже он получил степень по искусству в Лидском университете.

## Карьера
В 1990-х Морган занимался написанием сценариев для различных телепрограмм, в том числе и для одного из эпизодов телешоу «Рик Майял представляет…». Он написал сценарий романтической комедии «Кое-что о Марте» (1998) и добился определённого успеха на телевидении благодаря сценарию к телесериалу «Присяжные» (2002). Первый по-настоящему крупный успех пришёл к нему в 2003 году, когда на экраны вышел телефильм «Сделка» (2003), рассказывающий о разделении власти между Тони Блэром и Гордоном Брауном, о которой они договорились в ресторане «Гранита» в Лондоне. Он получил свою первую номинацию на премию «Оскар» за сценарий к продолжению «Сделки» — фильму «Королева» (2006), который рассказывал, как смерть принцессы Дианы оказала влияние на британского премьер-министра Тони Блэра и королевскую семью. За сценарий к этому фильму Питер Морган выиграл премию «Золотой глобус», а Хелен Миррен за роль Елизаветы II была удостоена множества кинонаград, в том числе и «Оскара» в категории «Лучшая женская роль».
Также 2006 год ознаменовался выпуском киноленты «Последний король Шотландии», сценарий которого Морган написал в соавторстве с Джереми Броком. В 2007 году за работу над этим фильмом они были удостоены премии BAFTA в категории «Лучший адаптированный сценарий».
Кроме того, в 2006 году Морган написал свою первую пьесу «Фрост против Никсона», которая была поставлена в театре Donmar Warehouse в Лондоне. Главные роли в спектакле исполнили Майкл Шин (играл роль журналиста Дэвида Фроста) и Фрэнк Ланджелла (играл роль экс-президента США Ричарда Никсона). В пьесе рассказывается о серии телевизионных интервью, которые Ричард Никсон дал британскому журналисту Дэвиду Фросту в 1977 году и в которых Никсон признал свою вину в Уотергейтском скандале. Спектакль получил восторженные отзывы.
В 2008 году состоялась премьера основанного на этой пьесе одноимённого фильма. Главные роли вновь исполнили Майкл Шин и Фрэнк Ланджелла. Многие критики написали о фильме положительные отзывы. Кроме того, лента была номинирована на многие кинонаграды, включая «Оскар», «Золотой глобус» и BAFTA.
В июле 2009 года начались съёмки телефильма «Особые отношения», который является завершающей частью «кинотрилогии Моргана о Тони Блэре». В фильме описываются отношения Блэра (его снова играет Майкл Шин) с президентом США Биллом Клинтоном (его играет Деннис Куэйд) в период между 1997 и 2000 годами. Изначально планировалось, что Морган может выступить не только как сценарист, но и режиссёр фильма (это мог быть его режиссёрский дебют), но он отказался от этой должности за месяц до начала съёмок. Он был заменён на Ричарда Лонкрэйна. Премьера состоялась на канале HBO 29 мая 2010 года.
В 2008 году Морган планировал сделать на основе романа Джона Ле Карре «Шпион, выйди вон!» сценарий к одноимённому фильму, премьера которого состоялась в 2011 году, но в итоге он остался в проекте только как исполнительный продюсер..
Также он написал сценарий к ленте «Потустороннее» — сверхъестественному триллеру в стиле «Шестого чувства». DreamWorks купила сценарий в марте 2008, однако его позже передали кинокомпании Warner Bros. Съёмки начались в октябре 2009 год под руководством Клинта Иствуда. Премьера фильма состоялась в конце 2010 года.
В 2022 году выступил создателем мюзикла Патриоты, основанном на биографии российского предпринимателя Бориса Березовского и его отношениям с президентом РФ Владимиром Путиным. В 2024 году при поддержке Netflix запланирован мюзикл на Бродвее, в производство было вложено 8 млн долл..

## Личная жизнь
Он жил в Баттерси, южной части Лондона, со своей женой Лилей Шварценберг (Княгиня Анна Каролина Шварценберг, дочь чешского политика Карела Шварценберга). В браке у них родилось четверо детей: трое сыновей и дочь. Питер Морган и его семья переехали в Вену зимой 2006 года.

## Список работ
| Фильмы      | Фильмы                     | Фильмы                                  | Фильмы                                         | Фильмы             |
| Год         | На русском языке           | На языке оригинала                      | Соавторы                                       | Режиссёр           |
| ----------- | -------------------------- | --------------------------------------- | ---------------------------------------------- | ------------------ |
| 1990        | Дорогая Рози               | Dear Rosie                              |                                                | Питер Каттанео     |
| 1991        | Король Ральф *             | King Ralph                              | Дэвид С. Уорд                                  | Дэвид С. Уорд      |
| 1992        | Прикосновение руки         | Dotkniecie reki                         | Марк Уэдлоу                                    | Кшиштоф Занусси    |
| 1998        | Кое-что о Марте            | Martha, Meet Frank, Daniel and Laurence |                                                | Ник Хэмм           |
| 2006        | Королева                   | The Queen                               |                                                | Стивен Фрирз       |
| 2006        | Последний король Шотландии | The Last King of Scotland               | Джереми Брок                                   | Кевин Макдональд   |
| 2008        | Ещё одна из рода Болейн    | The Other Boleyn Girl                   |                                                | Джастин Чадвик     |
| 2008        | Фрост против Никсона       | Frost/Nixon                             |                                                | Рон Ховард         |
| 2009        | Проклятый «Юнайтед»        | The Damned United                       |                                                | Том Хупер          |
| 2009        | Большая игра *             | State of Play                           | Мэттью Майкл Карнахан, Тони Гилрой и Билли Рэй | Кевин Макдональд   |
| 2010        | Потустороннее              | Hereafter                               |                                                | Клинт Иствуд       |
| 2011        | Шпион, выйди вон! **       | Tinker, Tailor, Soldier, Spy            |                                                | Томас Альфредсон   |
| 2011        | Калейдоскоп любви          | 360                                     |                                                | Фернанду Мейреллиш |
| 2013        | Гонка                      | Rush                                    |                                                | Рон Ховард         |
| 2015        | Утешение                   | Solace                                  | Шон Бэйли, Тед Гриффин и Джеймс Вандербилт     | Афонсо Пойарт      |
| 2015        | В сердце моря              | In the Heart of the Sea                 | Чарльз Ливитт, Рик Джаффа и Аманда Сильвер     | Рон Ховард         |
| 2018        | Богемская рапсодия         | Bohemian Rhapsody                       | Джастин Хэйс, Энтони МакКартен                 | Брайан Сингер      |
| Телевидение |                            |                                         |                                                |                    |
| Год         | На русском языке           | На языке оригинала                      | Соавторы                                       | Режиссёр           |
| 1989        |                            | Shalom Joan Collins                     | Марк Уэдлоу                                    | Мэнди Флетчер      |
| 1993        |                            | Rik Mayall Presents…                    |                                                | Ник Хэмм           |
| 1997        |                            | The Chest                               | Дэниэл Пикок                                   | Сури Кришнамма     |
| 2000        | Метрополис                 | Metropolis                              |                                                | Гленн Уилхайд      |
| 2002        | Присяжные                  | The Jury                                |                                                | Пит Трэвис         |
| 2003        | Сделка                     | The Deal                                |                                                | Стивен Фрирз       |
| 2003        | Генрих VIII                | Henry VIII                              |                                                | Пит Трэвис         |
| 2005        | Побег из замка Колдиц      | Colditz                                 | Ричард Коттан                                  | Стюарт Орм         |
| 2006        | Лонгфорд                   | Longford                                |                                                | Том Хупер          |
| 2010        | Особые отношения           | The Special Relationship                |                                                | Ричард Лонкрэйн    |
| 2016-н.в.   | Корона                     | The Crown                               |                                                |                    |

Звёздочкой обозначены фильмы, у которых Питер Морган только редактировал сценарии. 

Двумя звёздочками обозначены фильмы, которые Питер Морган только продюсировал.

### Пьесы
- 2006 — «Фрост против Никсона»
- 2013 — «Аудиенция»

## Мюзиклы
- 2024 год — Патриоты[8]